# 李洪文
李洪文（1968年3月—），中国农业大学教授，主要从事农业方面的研究工作。入选中华人民共和国教育部2009年度"长江学者"特聘教授，被评为中国全国优秀科技工作者，曾获得中国国家技术进步二等奖等奖项。